# となりのトトロ イメージソング集
『となりのトトロ イメージソング集』（となりのトトロイメージソングしゅう）は1987年11月25日に発売された「となりのトトロ」のために久石譲が制作したイメージアルバムのヴォーカル版。

## 概要
「となりのトトロ」は企画段階から”歌”が重視されており、宮崎駿の希望で児童作家の中川李枝子に作詞を依頼しイメージアルバムが生まれた。1987年11月25日にCD（32ATC-157）とLP（25AGL-3053）、カセットテープ（25AGC-2053）が徳間ジャパンコミュニケーションズから発売され、1996年11月21日（TKCA-71025）と2004年8月25日（TKCA-72724）にCDが2018年11月3日にLP（TJJA-10014）がそれぞれ再版された。

## 収録曲
1. となりのトトロ(4:18)
  - 作詞：宮崎駿 / 作曲・編曲：久石譲 / 唱：井上あずみ

映画では転調せず、2番のサビで終了する。
2. 風のとおり道(3:18)
  - 作詞：宮崎駿 / 作曲・編曲：久石譲 / 唱：杉並児童合唱団

サラ・ブライトマンの「Dreamchaser」の日本盤ボーナス・トラックの中に収録されており、日本語で歌っている。
3. さんぽ(2:45)
  - 作詞：中川李枝子 / 作曲・編曲：久石譲 / 唱：井上あずみ、杉並児童合唱団

童謡としても歌われており、カラオケなどでもアニメソングでなく童謡に分類される場合がある。
CDと映画ではイントロが異なっている。
CDでは杉並児童合唱団のコーラスが付いているが、映画では井上のソロで2番が省略されている。
4. まいご(3:50)
  - 作詞：中川李枝子 / 作曲・編曲：久石譲 / 唱：井上あずみ

映画での曲名は「メイがいない」（インストゥルメンタル）
5. すすわたり(2:19)
  - 作詞：中川李枝子 / 作曲・編曲：久石譲 / 唱：杉並児童合唱団
6. ねこバス(3:10)
  - 作詞：中川李枝子 / 作曲・編曲：久石譲 / 唱：北原拓

映画ではインストゥルメンタルバージョンが流れる。
7. ふしぎ しりとりうた(3:58)
  - 作詞：中川李枝子 / 作曲・編曲：久石譲 / 唱：森公美子
8. おかあさん(3:52)
  - 作詞：中川李枝子 / 作曲・編曲：久石譲 / 唱：井上あずみ

映画では井上が「ラララ」で歌っている。
9. 小さな写真(3:11)
  - 作詞：宮崎駿 / 作曲・編曲・唱：久石譲

上條恒彦がカバー。曲名は「お母さんの写真」で、歌詞が一部異なっている。
カラオケで全曲が歌え、ジブリ関連のCDや井上あずみの独自ベストなどに収録されている。
10. ドンドコまつり(4:20)
  - 作詞：W.シティ制作部 / 作曲・編曲：久石譲 / 唱：井上あずみ
11. 風のとおり道 （インストゥルメンタル）(3:17)

## スタッフ
- サウンドプロデューサー：久石譲
- スタジオ：ワンダーステーション、日活スタジオ